# جون هيلتون (لاعب كرة قدم)
جون هيلتون (بالإنجليزية: John Hilton)‏ هو لاعب كرة قدم أمريكي، ولد في 15 يونيو 2001 في لونغ بيتش في الولايات المتحدة.